# Rhodamnia mulleri
Rhodamnia mulleri là một loài thực vật có hoa trong Họ Đào kim nương. Loài này được (Korth.) Blume miêu tả khoa học đầu tiên năm 1850.